# Котухта (нижний приток Ватьёгана)
Котухта — река в России, протекает по территории Сургутского и Нижневартовского районов Ханты-Мансийского автономного округа. Впадает в Ватьёган слева в 64 км от его устья. Длина реки — 47 км.
Высота истока — 73,2 м над уровнем моря.

## Притоки
(указано расстояние от устья)
- 10 км: Большой Кулъёган (лв)
- Тильшетяха (лв)
- 32 км: Нюча-Котухта (лв)

## Данные водного реестра
По данным государственного водного реестра России, относится к Верхнеобскому бассейновому округу, водохозяйственный участок реки — Обь от впадения реки Вах до города Нефтеюганск, речной подбассейн реки — Обь ниже Ваха до впадения Иртыша. Речной бассейн реки — Верхняя Обь до впадения Иртыша.